# Amolops mengyangensis
Espèce
Statut de conservation UICN

 LC  : Préoccupation mineure
Amolops mengyangensis  est une espèce d'amphibiens de la famille des Ranidae.

## Répartition
Cette espèce est endémique du Yunnan en République populaire de Chine. Elle se rencontre dans la préfecture de Xishuangbanna vers 680 m d'altitude.

## Étymologie
Son nom d'espèce, composé de mengyang et du suffixe latin -ensis, « qui vit dans, qui habite », lui a été donné en référence au lieu de sa découverte, Mengyang dans la préfecture de Xishuangbanna.

## Publication originale
- Wu & Tian, 1995 : A new Amolops species from southern Yunnan in Zhao, 1995, Amphibian Zoogeographic Division of China. A Symposium Issued to Celebrate the Second Asian Herpetological Meeting Held at Ashgabat, Turkmenistan 6 to 10 September 1995. Sichuan Journal of Zoology, Supplement, Chengdu, China, p. 51-52.